# Code Blue (film 2011)
Code Blue – holenderski dramat filmowy z 2011 roku, napisany i wyreżyserowany przez Urszulę Antoniak. Światowa premiera filmu miała miejsce 15 maja 2011 podczas 64. Międzynarodowego Festiwalu Filmowego w Cannes.

## Fabuła
Marian to pielęgniarka, która większość swojego życia poświęciła pracy w szpitalu. Do jej zadań należy m.in. opieka nad umierającymi, asystowanie przy śmierci i niekiedy przyśpieszanie jej. Praca Marian nie należy do najprzyjemniejszych. W zamian za opiekę kobieta dostaje drobne przedmioty swoich podopiecznych. Mimo że jest realną postacią, pełni w tej historii rolę metafory, przywodzi na myśl Charona, z uwagą i współczuciem przeprowadzającego ich na drugi brzeg Styksu. Wrażenie zwiększa zastosowana muzyka, którą stanowi średniowieczna pieśń o Najświętszej Dziewicy, wprowadzająca widzów w przestrzeń niemal sakralną. Kobieta mieszka sama w pustym mieszkaniu. Nie przywiązuje się do ludzi, jednak czasem, jak każdy, pragnie bliskości. Pewnego dnia poznaje nowego sąsiada. Wkrótce połączy ich osobliwe doświadczenie – oboje są biernymi świadkami brutalnego gwałtu.

## Obsada
Źródło: Filmweb
- Bien de Moor – Marian
- Lars Eidinger – Konrad
- Annemarie Prins – Willie
- Sophie van Winden – Anne
- Christine Bijvanck – Pielęgniarka na nocnym dyżurze
- Hans Kesting – Doktor
- Frieda Pittoors – Pacjentka

i inni.

## Nagrody i wyróżnienia
- 2011, Nederlands Film Festival:
  - nagroda Golden Calf w kategorii najlepsze zdjęcia (nagrodzony: Jasper Wolf(inne języki))
  - nagroda Golden Calf w kategorii najlepszy montaż dźwięku (Jan Schermer)
  - nominacja do nagrody Golden Calf w kategorii najlepszy montaż (Nathalie Alonso Casale(inne języki))